# Mysłakowice
Mysłakowice (Zillerthal-Erdmannsdorf fino al 1945) è un comune rurale polacco del distretto di Jelenia Góra, nel voivodato della Bassa Slesia.
Ricopre una superficie di 88,75 km² e nel 2004 contava 10 003 abitanti.